# 川西虎耳草
川西虎耳草（学名：Saxifraga dielsiana），为虎耳草科虎耳草属下的一个植物种。